# Diplazium croatianum
Diplazium croatianum är en majbräkenväxtart som beskrevs av Charles Dennis Adams.
Diplazium croatianum ingår i släktet Diplazium och familjen Athyriaceae. Inga underarter finns listade i atalogue of Life.